# Infantería Naval (Rusia)
La Infantería Naval rusa (Морская пехота, Morskaya Pejota), o Marines rusos, es la fuerza anfibia de la Armada de Rusia. La primera fuerza de Infantería de Marina rusa fue formada en 1705, luchando desde aquel entonces en las guerras napoleónicas, la guerra de Crimea, la guerra ruso-japonesa y las dos guerras mundiales. Bajo el Almirante Gorshkov, la Armada Soviética expandió el alcance de la Infantería Naval y la desplegó alrededor del mundo en numerosas ocasiones.
Los Marines están al mando del Comandante Delegado de las Tropas Costeras/Comandante de las Tropas Costeras de la Armada de Rusia, el Mayor General (NI) Aleksandr Kolpachenko.
Éstos, junto a las Fuerzas de Artillería de Misiles de Defensa Costera, forman parte de una entidad más grande - las Fuerzas de Defensa Costera de la Armada de Rusia (Береговые войска ВМФ России, Beregovye Voyská VMF Rossii).

## Historia

### SiglosXVIIIyXIX
En noviembre de 1705, por un decreto de Pedro I de Rusia, un regimiento "de tripulación naval" (морской экипаж) o en otras palabras de infantería de marina, equipado y abastecido por la Armada Imperial Rusa - se formó para operaciones de abordaje y desembarco en los barcos de la Flota del Báltico.
Durante el siglo XVIII, la Infantería Naval rusa estuvo involucrada en varias victorias famosas, incluyendo la Batalla de Gangut (1714), el cerco de la Armada Otomana en el puerto de Çeşme en 1770 y la captura de la fortaleza de Izmaíl sobre el Danubio en 1790.
En 1799, durante las guerras napoleónicas, la Infantería Naval rusa capturó la fortaleza francesa de Corfú. Ese mismo año, una fuerza de desembarco rusa tomó por asalto Nápoles y entró a los Estados Pontificios.
Durante la guerra de la Sexta Coalición, la Infantería Naval rusa se distinguió nuevamente contra el Grande Armée en la batalla de Borodinó (1812), la batalla de Kulm (1813) y el Sitio de Danzig.
En 1854-1855, la Infantería Naval defendió Sebastopol ante las tropas británicas, francesas y turcas.

### SigloXX
Durante 1904, la Infantería Naval defendió Port Arthur ante las fuerzas japonesas. 

### Unión Soviética

#### Segunda Guerra Mundial

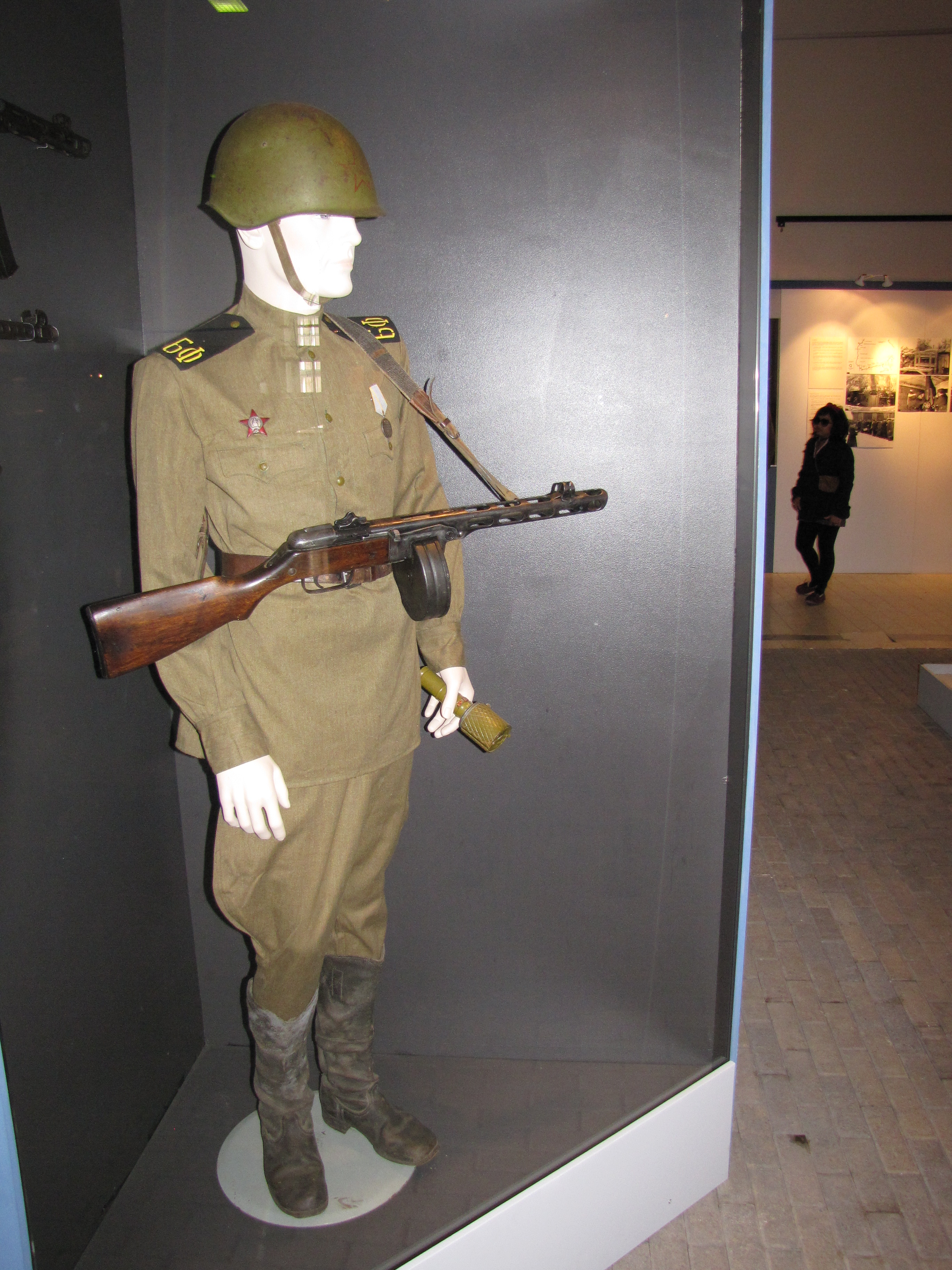
Uniforme de la Infantería Naval durante la Gran Guerra Patria.

Durante la Segunda Guerra Mundial, unos 350.000 marineros de la Armada soviética lucharon en tierra. Al inicio de la guerra, la Armada solamente tenía una brigada de Marines en la Flota del Báltico, pero empezó a formar y entrenar otros batallones. Estos fueron:
- seis regimientos de Infantería Naval, comprendiendo dos batallones de 650 hombres cada uno,
- 40 brigadas de Infantería Naval de 5-10 batallones, formados por tripulaciones de barcos sobrantes. A cinco brigadas se les otorgó el estatus de Gvardy (Guardia),
- numerosas unidades menores
- la División de I.N. 55 - ex-división del Ejército Rojo

La situación militar exigía el despliegue de grandes números de Marines en los frentes terrestres, por lo que la Infantería Naval contribuyó en la defensa de Moscú, Leningrado, Odesa, Sebastopol, Stalingrado, Novorossisk y Kerch.
La Infantería Naval llevó a cabo más de 114 desembarcos, la mayoría de ellos por parte de pelotones y compañías. Sin embargo, por lo general, la Infantería Naval sirvió como Infantería regular, sin entrenamiento en guerra anfibia alguno.
Éstos llevaron a cabo cuatro importantes operaciones: dos durante la Batalla del Estrecho de Kerch, una durante la Batalla del Cáucaso y una como parte del desembarco de Moonsund, en el Báltico.
Durante la guerra, a cinco brigadas y dos batallones de la Infantería Naval se les otorgó el estatuto de Guardia. A nueve brigadas y seis batallones se les otorgó condecoraciones, muchas de éstas recibiendo títulos honoríficos. El título de Héroe de la Unión Soviética fue otorgado a 122 miembros de unidades de la Infantería Naval.
La experiencia soviética en guerra anfibia durante la Segunda Guerra Mundial contribuyó al desarrollo de la estrategia soviética de operaciones combinadas. Muchos miembros de la Infantería Naval fueron entrenados como paracaidistas; ellos llevaron a cabo más saltos y operaciones aerotransportadas exitosas que las VDV.
La Infantería Naval fue disuelta en 1947, con algunas unidades transferidas a la Fuerza de Defensa Costera.

#### Guerra Fría

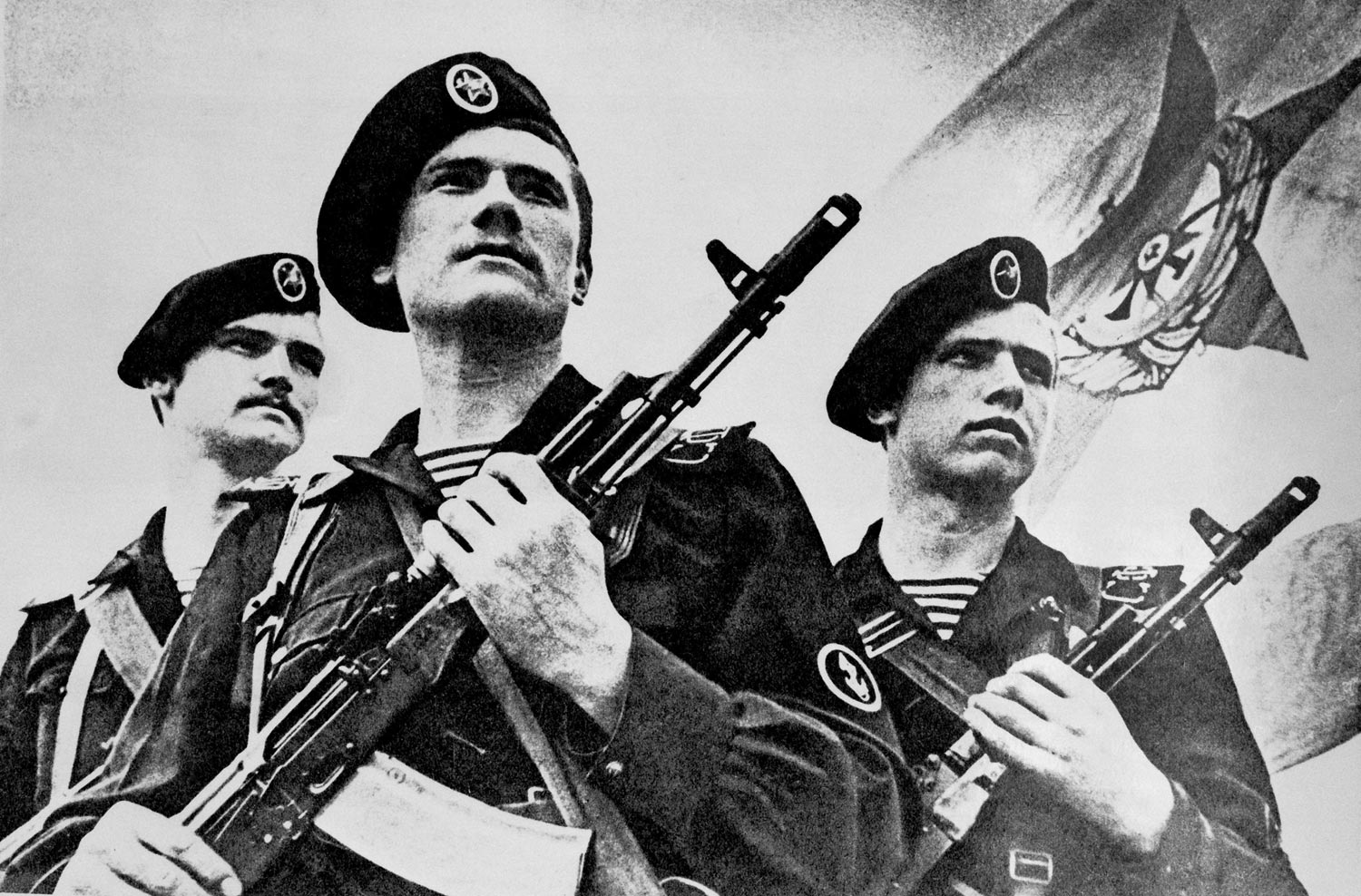
Infantes Navales soviéticos en 1985.

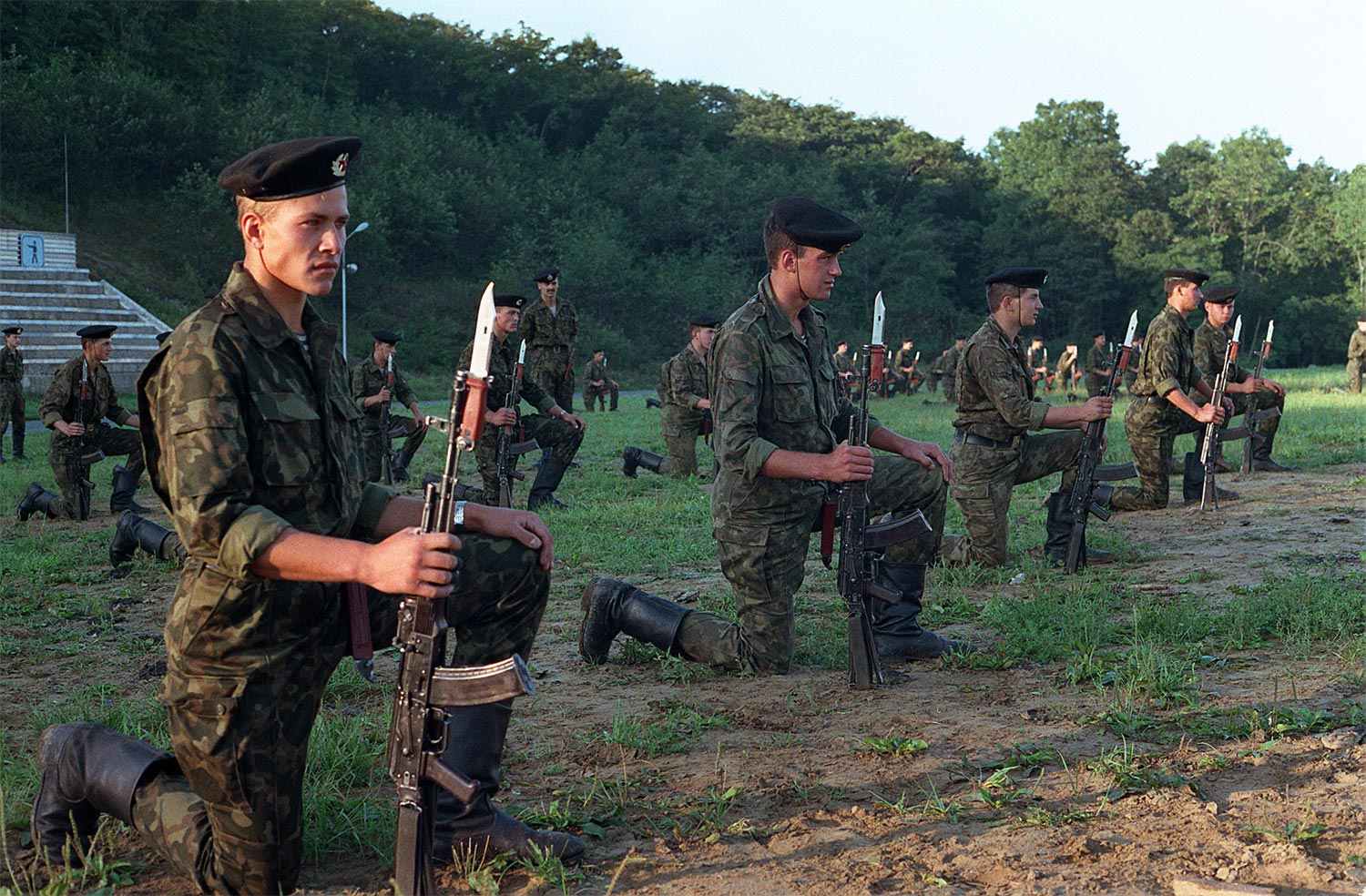
Infantes Navales soviéticos durante una demostración en 1990.

En 1961, se volvió a formar la Infantería Naval y pasó a ser una rama de la Armada Soviética. A cada Flota se le asignó una unidad de Infantería Naval del tamaño de un regimiento (más tarde del tamaño de una brigada). La Infantería Naval recibió versiones anfibias de los vehículos blindados de combate estándar, incluyendo los tanques empleados por el Ejército Soviético.
Para 1989, la Infantería Naval tenía 18.000 hombres, organizados en la 55.ª División de Infantería Naval, en Vladivostok y al menos cuatro brigadas independientes: la 63.ª Brigada de Guardias Kirkenneskaya en Pechenga (Flota del Norte), la 175.ª Brigada en Tumannyy del Norte, la 336.ª Brigada de Guardias en Baltisk (Flota del Báltico) y la 810.ª Brigada en Sebastopol (Flota del Mar Negro).
Hacia el final de la Guerra Fría, la Armada Soviética tenía más de ochenta buques de desembarco, así como dos buques de desembarco Clase Iván Rógov. Los dos últimos podían transportar un batallón de Infantería con 40 vehículos blindados y sus respectivos lanchones de desembraco (uno de los buques Iván Rógov ha sido retirado de servicio).[cita requerida]
Con 75 unidades, la Unión Soviética tenía el inventario de lanchas de desembarco aerodeslizantes más grande del mundo. Además, muchos de los 2.500 barcos de la flota mercante soviética (Morflot) podían descargar armas y suministros durante los desembarcos anfibios.
El 18 de noviembre de 1990, en la víspera de la Reunión de París donde se firmaron el Tratado de las Fuerzas Armadas Convencionales en Europa y el Documento de Viena sobre Medidas de Confianza y Seguridad, se presentaron los datos soviéticos bajo el llamado intercambio inicial de datos. Estos mostraron un repentino surgimiento de tres divisiones llamadas "de defensa costera" (incluyendo la 3.ª División Motorizada de Fusileros de la Guardia en Klaipėda en el Distrito Militar del Báltico, la 126.ª en el Distrito Militar de Odesa y aparentemente la 77.ª División de Fusileros de la Guardia con la Flota del Norte), junto a tres brigadas/regimientos de artillería, subordinados a la Armada Soviética, que anteriormente no habían sido identificados por la OTAN. La mayor parte del equipo, que fue usualmente entendido como limitado por el tratado, fue declarado como parte de la Infantería Naval. El argumento soviético fue que el TFACE excluía a todas las fuerzas navales, incluyendo sus componentes con base en tierra permanente. Al final, el gobierno soviético se convenció de que no podía mantener su posición.
Una proclama emitida por gobierno soviético el 14 de julio de 1991, que más tarde fue adoptada por sus estados sucesores, indicaba que todos los "equipos limitados por el tratado" (tanques, cañones y vehículos blindados) asignados a la Infantería Naval o a las Fuerzas de Defensa Costera, contarían en contra del cumplimiento total del tratado.

### Federación Rusa

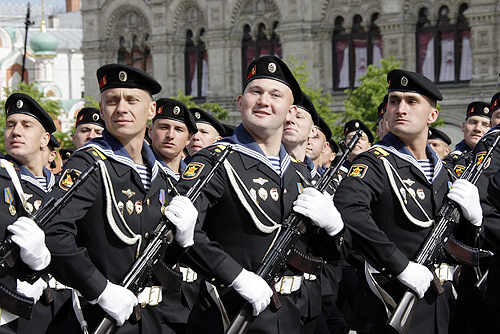
La Infantería Naval marchando en el Desfile del Día de la Victoria de 2008.

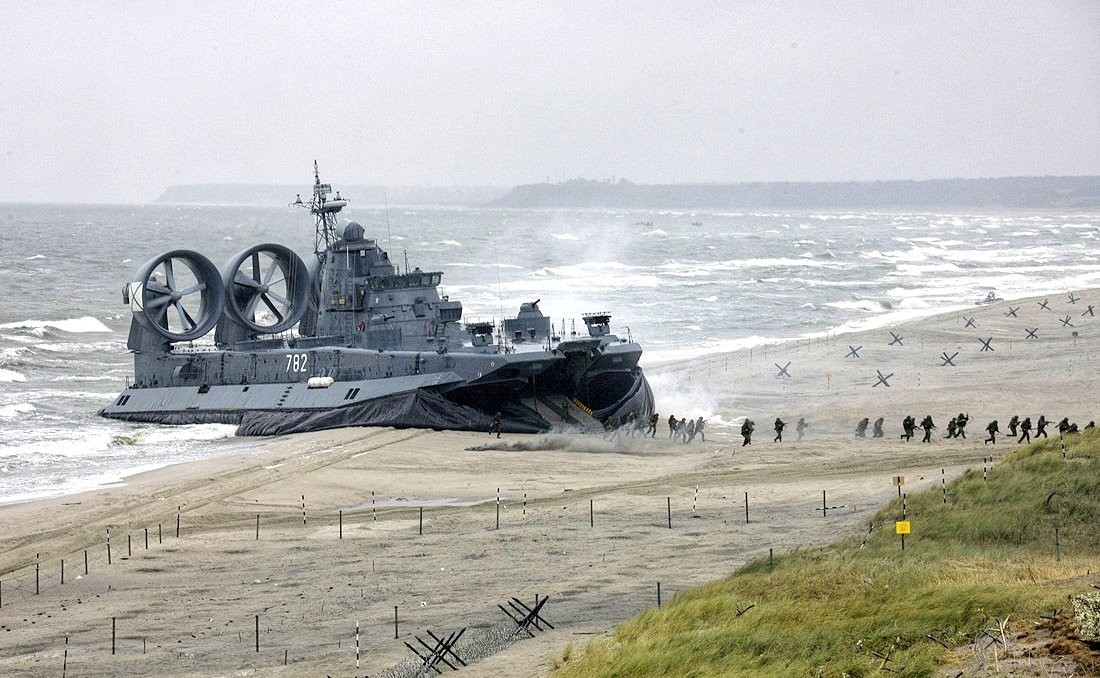
Lancha de desembarco aerodeslizante Clase Zubr.

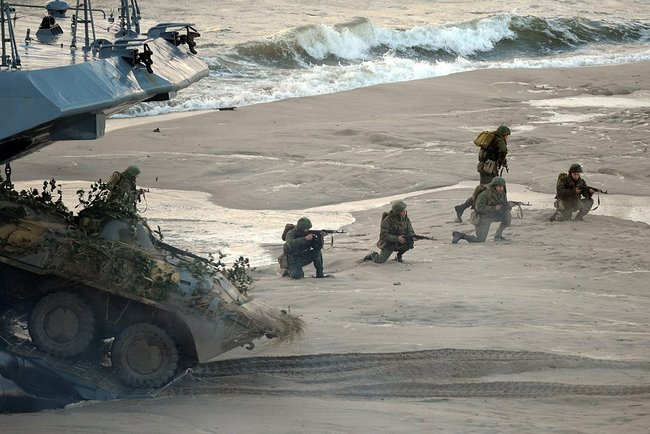
Infantes Navales rusos durante el Ejercicio Estratégico Zapad-2013 en Kaliningrado, 2013.

La Infantería Naval de la Armada de Rusia incluye a la 55.ª División de Infantería Naval de la Flota del Pacífico (55-я Дивизия Морской пехоты Тихоокеанского Флота), las brigadas independientes de la Flota del Norte, del Báltico y la Flotilla del Mar Caspio, así como el regimiento independiente de la Flota del Mar Negro. La principal base ártica de la Infantería Naval de la Flota del Norte es llamada Sputnik.
En 1994, el Ejercicio "Cooperación desde el mar" fue llevado a cabo en Vladivostok y sus alrededores, con la III Fuerza Expedicionaria de Marines, para crear una relación más cercana entre la Infantería Naval rusa y el Cuerpo de Marines de los Estados Unidos. Los Marines estadounidenses y la Infantería Naval rusa llevaron a cabo su primer ejercicio en suelo estadounidense al año siguiente, en Hawái. "Cooperación desde el mar 1995" fue un ejercicio de administración de desastre marítimo, que incluyó entrenamiento cruzado e intercambio de personal, culminando con un desembarco combinado de los Marines estadounidenses y rusos. El propósito del ejercicio fue mejorar la interoperatividad, cooperación y entendimiento entre los soldados estadounidenses y rusos.
En 1998, la 22.ª División Motorizada de Fusileros, Distrito Militar del Lejano Oriente, en Petropávlovsk-Kamchatski, fue transferida a la Flota del Pacífico. En 2000 la división pasó a ser la 40.ª Brigada Motorizada Independiente de Fusileros y el 1 de setiembre de 2007, la 40.ª Brigada de Infantería Naval (40 отд. Краснодарско-Харбинская дважды Краснознаменная бригада морской пехоты).
Desde 2000 en adelante, la Flotilla del Mar Caspio incluyó una nueva brigada de Infantería Naval, la 77.ª, con base en Kaspisk. Los cuarteles generales y dos batallones de la brigada fueron programados para fundarse el 1 de agosto de 2000. La Agenstvo Voyenniykh Novostyei (AVN) informó en junio de 2000 que la nueva brigada, que puede haber heredado el linaje de la 77.ª División Motorizada de Fusileros, fue creada para tener a sus tropas albergadas en Kaspisk y Astrakán, junto a unos 195 vehículos de combate y dos aerodeslizadores enviados desde Chukotka y la Flota del Norte respectivamente. También se informó que la brigada tenía helicópteros asignados.

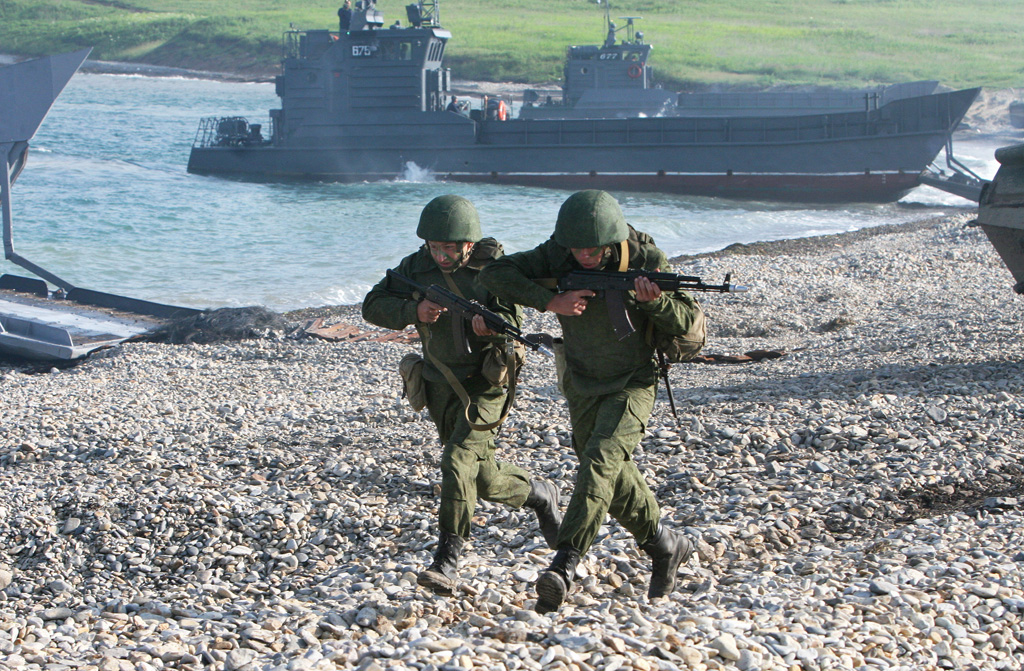
Infantes Navales rusos durante el Ejercicio Estratégico Vostok en Vladivostok, 2010.

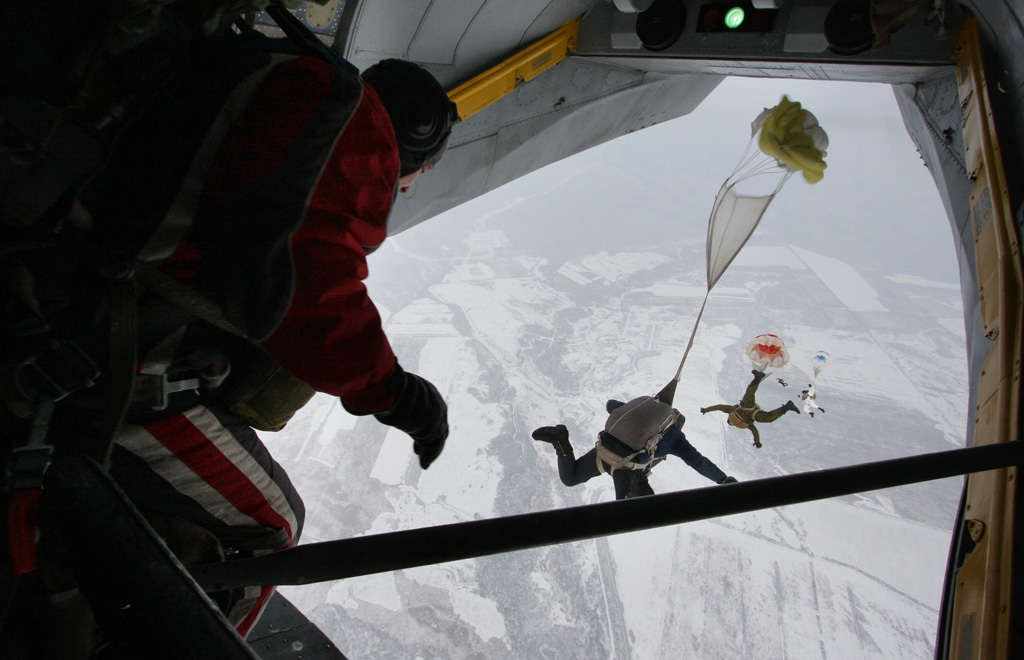
Marines paracaidistas de la Flota del Pacífico entrenándose.

En 2014, la Infantería Naval estuvo involucrada en la Guerra ruso-ucraniana. En 2015, las fuentes ucranianas creen que la Infantería Naval rusa jugó un papel clave en la victoria de la autoproclamada República Popular de Donetsk en la Segunda batalla del Aeropuerto de Donetsk durante la guerra del Donbás.

## Despliegue actual

### Flota del Pacífico
- 155.ª Brigada de Infantería Naval[9]
  - 59.º Batallón de Infantería Naval
  - 84.º Batallón Blindado
  - 263.º Batallón de Artillería
  - 1484.º Batallón de Señales
- 3.er Regimiento de Infantería Naval Krasnodar-Harbin (Kamchatka) – redesignado desde la antigua 40.ª Brigada en marzo de 2009.[10]

### Flota del Báltico
- 299.º Centro de Entrenamiento de las Fuerzas Costeras de la Flota del Báltico

- 336.ª Brigada de Infantería Naval de la Guardia Białystok – Baltisk
  - 877.º Batallón de Infantería Naval
  - 879.º Batallón de Infantería de Asalto Aéreo (Desant)
  - 884.º Batallón de Infantería Naval
  - 1612º Batallón de Artillería Autopropulsada
  - 1618.º Batallón de Misiles y Artillería Antiaéreos
  - 53.er Pelotón de Infantería Naval de Escolta de Transportes – Kaliningrado

### Flota del Norte
- 61.ª Brigada de Infantería Naval Kirkinesskaya Orden de la Bandera Roja – Sputnik
  - Cuartel General de Brigada
  - 874.º Batallón de Infantería Naval
  - 876.º Batallón de Infantería de Asalto Aéreo (Desant)
  - 886.º Batallón de Reconocimiento
  - 125.º Batallón Blindado
  - 1611.º Batallón de Artillería Autopropulsada
  - 1591.º Batallón de Artillería Autopropulsada
  - 1617.º Batallón de Misiles y Artillería Antiaéreos

- 75.º Hospital Naval
- 317.º Batallón de Infantería Naval
- 318.º Batallón de Infantería Naval

### Flota del Mar Negro
- 810.ª Brigada de Infantería Naval – Kazachye Bukhta, Sebastopol (regimiento de Infantería Naval hasta el 1 de diciembre de 2008)
  - 880.º Batallón de Infantería Naval
  - 881.º Batallón de Asalto Aéreo
  - 888.º Batallón de Reconocimiento
  - 1613.ª Batería de Artillería
  - 1619.ª Batería de Artillería Antiaérea
- 382.º Batallón de Infantería Naval

### Flotilla del Mar Caspio
- 414.º Batallón de Infantería Naval
- 727.º Batallón de Infantería Naval

### Moscú
- Batallón de Infantería Naval – Moscú (Disuelta en 2011)
- Compañía de Escolta de Transportes Militares – Moscú

## Organización

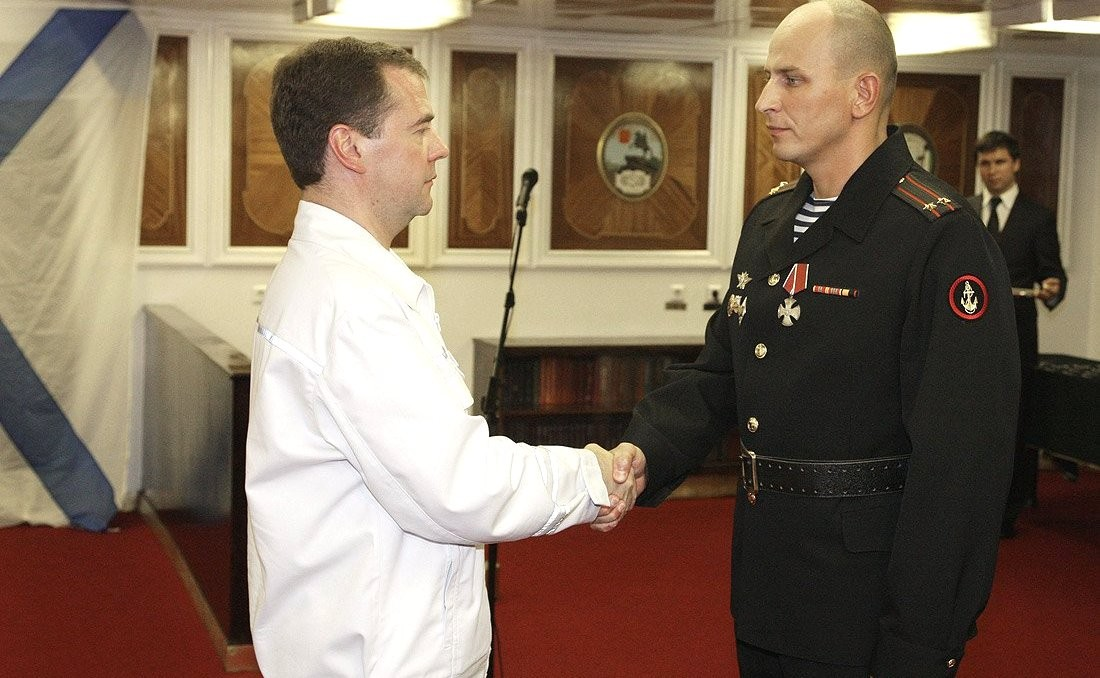
El presidente ruso Dmitry Medvedev le otorga la Orden del Valor al Teniente Coronel de Infantería Naval Oleg Kistanov el 4 de julio de 2010, por sus acciones durante la recuperación del petrolero ruso "MV Moscow University" de piratas somalíes (Foto www.kremlin.ru).

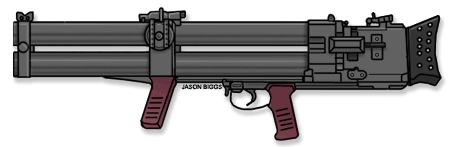
Lanzagranadas antibuzo DP-64.

Un regimiento de Infantería Naval, equipado con los vehículos blindados anfibios PT-76 y BRDM-2, está formado por un batallón de tanques y tres batallones de Infantería Naval, uno de éstos motorizado con transportes blindados anfibios de personal de la serie BTR-60.
Una brigada de Infantería Naval, equipada con el PT-76 o T-80 y BRDM-2, está formada por dos batallones de tanques y de cuatro a cinco batallones de Infantería Naval, uno de éstos motorizado con transportes blindados anfibios de personal de la serie BTR-60. Originalmente, un batallón de tanques tenía 36 tanques principales de batalla.
Por lo menos un batallón de Infantería Naval es entrenado para operaciones aerotransportadas, mientras que los demás batallones son entrenados para poder llevar a cabo misiones de asalto aéreo.

## Equipo

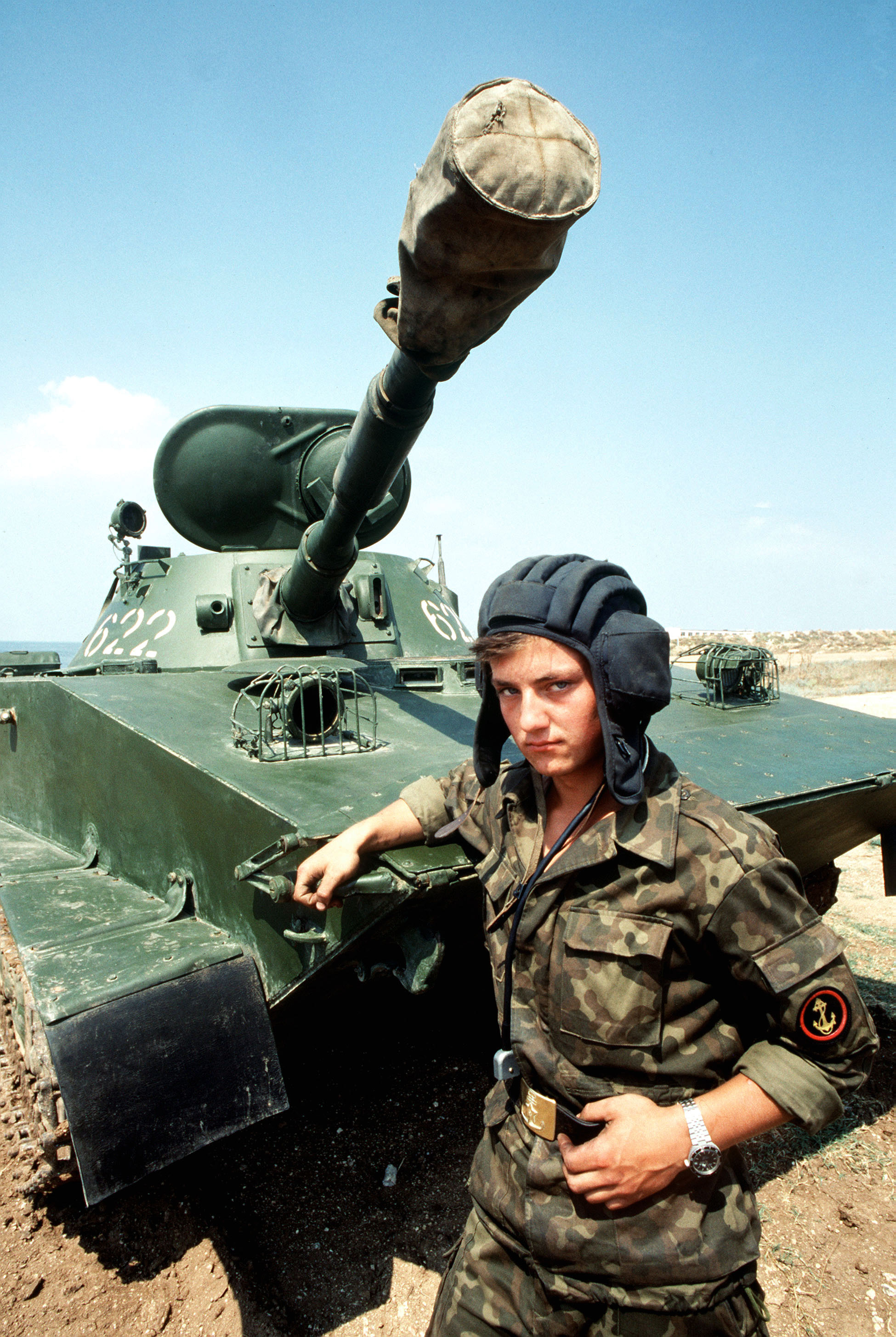
Un soldado de infantería naval soviética posa con un brazo en su tanque anfibio ligero PT-76, en exhibición para los visitantes estadounidenses. El crucero de misiles guiados Aegis USS THOMAS S. GATES (CG 51) y la fragata de misiles guiados USS KAUFFMAN (FFG 59) están realizando la segunda visita de buena voluntad a un puerto soviético por parte de buques de guerra estadounidenses desde la Segunda Guerra Mundial.

La Infantería Naval rusa está gradualmente retirando de servicio los tanques anfibios PT-76, pero todavía no ha recibido una gran cantidad de tanques T-80. Una brigada de Infantería Naval completa puede tener hasta 70-80 tanques. Los transportes blindados de personal empleados por la Infantería Naval son los BTR-80 sobre ruedas (en los batallones de asalto anfibio) o los MT-LB sobre orugas (en los batallones de Infantería Naval). Mientras se suponía que las unidades de Infantería Naval recibirían los vehículos de combate de infantería BMP-3, pocos fueron suministrados y es poco probable que ocurra semejante rearme. Los BMP-3 pueden equipar una compañía por batallón de Infantería Naval.
Según la declaración del Ministerio de Defensa de Rusia publicada por RIA Novosti el 27 de noviembre de 2009, "Todas las unidades de la Infantería Naval de Rusia serán completamente equipadas con armamento avanzado para 2015". En esta actualización estarían incluidos tanques T-90, vehículos de combate de infantería BMP-3, morteros autopropulsados de 120 mm 2S31 Vena, transportes blindados de personal BTR-82A, equipos de defensa aérea y armas ligeras.
A fines de febrero de 2014, por lo menos una unidad asignada a la Flota del Mar Negro (a nivel de compañía) aparentemente estaba utilizando automóviles blindados Tigr cerca de Sebastopol durante la anexión de Crimea de 2014. Durante la crisis en marzo de 2014, aparecieron imágenes de algunos miembros de la Infantería Naval portando lo que parecían ser fusiles de asalto OTs-14-1A-04 de 7,62 mm con lanzagranadas acoplados GP-30 de 40 mm; un diseño bullpup normalmente asociado con las Fuerzas Aerotransportadas de Rusia, así como con las unidades de Ingenieros de combate y Spetsnaz.
Otra arma característica disponible para la Infantería Naval, aunque más asociada a la Armada de Rusia, es el lanzagranadas antibuzo DP-64.

## Operación anfibia

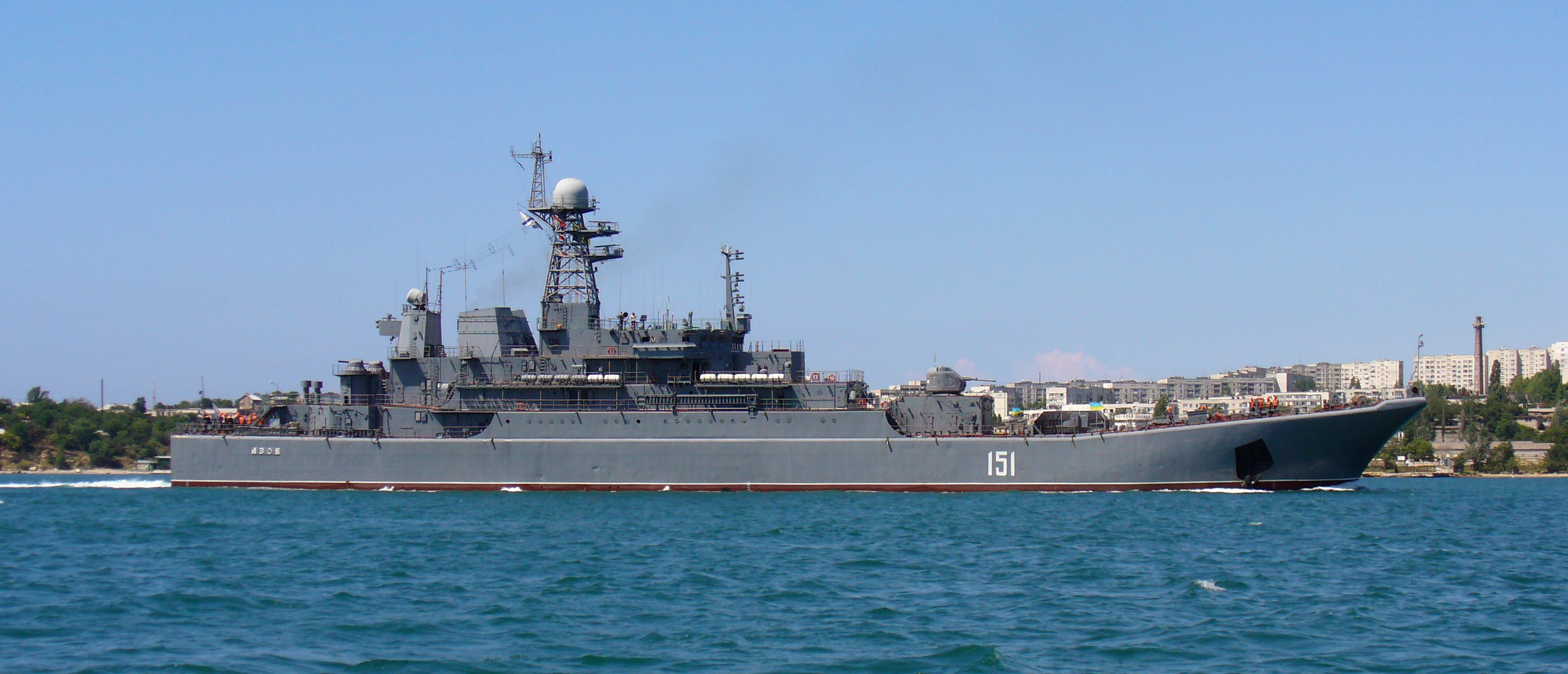
Buque de desembraco Clase Ropucha.

El buque de desembarco de tanques Aligator y el más moderno buque de desembarco Clase Ropucha son típicos buques de asalto anfibio. Propulsado por motores diésel, el segundo buque es relativamente pequeño, con un desplazamiento de unas 4.500 toneladas. En 1978, los soviéticos lanzaron un nuevo buque de asalto anfibio, el Iván Rógov. La creación del Iván Rógov fue tomada por Occidente como una señal que la Armada soviética estaba planeando fortalecer el poder de proyección de la Infantería Naval. Con el doble del tamaño de los anteriores buques, podía desplegar vehículos anfibios desde sus compuertas de proa abiertas. También transportaba helicópteros. Entre los diversos vehículos de asalto que podía desplegar desde proa figuran los aerodeslizadores, tales como el Aist, que puede llevar a la Infantería Naval a la orilla a velocidades de 50 nudos.
El número y clase de los principales buques son los siguientes:
- 4 buques de desembarco de tanques Clase Alligator
- 12 buques de desembarco Clase Ropucha + 3 Clase Ropucha mejorados
- 2 lanchas de desembarco aerodeslizantes Clase Zubr + 1 en reserva (en Feodosia)
- 3 lanchas de desembarco Clase Dyugon + 2 en construcción
- 2 buques de desembarco Clase Ivan Gren (en construcción)